# Клевянка
Клевянка (пол. Klewianka) — село в Польщі, у гміні Ґоньондз Монецького повіту Підляського воєводства.
Населення — 365 осіб (2011).
У 1975-1998 роках село належало до Ломжинського воєводства.

## Демографія
Демографічна структура станом на 31 березня 2011 року:
|          | Загалом | Допрацездатний вік | Працездатний вік | Постпрацездатний вік |
| -------- | ------- | ------------------ | ---------------- | -------------------- |
| Чоловіки | 195     | 54                 | 117              | 24                   |
| Жінки    | 170     | 43                 | 78               | 49                   |
| Разом    | 365     | 97                 | 195              | 73                   |